# Cavi Angusti
I Cavi Angusti sono una formazione geologica della superficie di Marte.